# Harakiri (Samuele Bersani)
Harakiri è un singolo del cantante italiano Samuele Bersani, pubblicato il 18 settembre 2020 come primo estratto dall'album in studio Cinema Samuele.

## Video musicale
Il videoclip, diretto da Giacomo Triglia, è stato pubblicato in concomitanza del lancio del singolo sul canale YouTube del cantante.